# Seyfeddin Süleyman Bey
Seyfeddin Süleyman Bey o Sayf al-Din Sulayman Beg fou emir o bei de la dinastia dels karamànides.
Era fill de Alâeddin Halil Mirza Bey i va succeir al seu cosí Şemseddin Bey el 1352 a Ermenek i Laranda. Del seu regnat se sap poca cosa, però en general fou un bon governant i un home pietós. Va portar els títols de Sayf al-Dawla wa l-Din i de Sahib al-Dawla al-Nasir segons una inscripció de 1356. Fou assassinat en una conspiració dels begs de la seva pròpia família, per causes desconegudes, el 1361. Segons l'historiador Shikari, el cap dels conspiradors Khalil Beg, la relació familiar del qual no es coneix, va agafar el poder però fou mort junt als seus còmplices per Ala al-Din Beg, el germà de Sulayman, que apareix sota aquest nom simple a inscripcions i monedes i no s'ha pogut establir amb seguretat que fos la mateixa persona que un karamànida de nom Ala al-Din Ali Beg. Fou enterrat a la zawiya d'Akhi Mehmed Beg. La seva tomba fou construïda el 1370/1371 pel seu germà Ala al-Din Beg.